# Smidtia verna
Smidtia verna är en tvåvingeart som beskrevs av Kocha 1971. Smidtia verna ingår i släktet Smidtia och familjen parasitflugor. Inga underarter finns listade i Catalogue of Life.